# Rozala de Italia

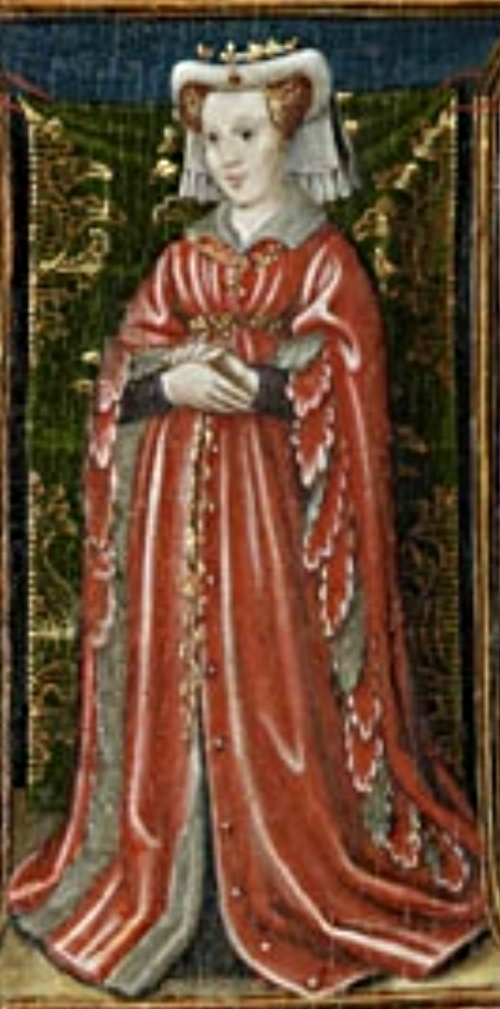
Rozala de Italia

Rozala de Italia (cunoscută și ca Susana de Italia), (n. 937 - d. 7 februarie 1003) a fost fiica regelui Berengar al II-lea al Italiei.
Prima sa căsătorie a fost cu contele Arnulf al II-lea de Flandra. Împreună cu acesta, a avut trei copii: Balduin, care a succedat în Comitatul de Flandra ca Balduin al IV-lea; Eudes de Cambrai; și Mathilda (d. 995). La moartea lui Arnulf din 987, Rozala a activat ca regentă pentru fiul ei, Balduin.
În 988 s-a recăsătorit cu Robert "cel Pios", moștenitorul Regatului Franței; Robert nu era deloc atras de ideea de a se căsători cu Rozala, această manevră fiind opera tatălui său, regele Hugo Capet al Franței. Ca dotă, ea i-a adus soțului său Montreuil și Ponthieu. După această căsătorie, ea și-a schimbat și numele de botez, în Susana.
Atunci când noul ei socru a murit în 996, Robert a repudiat-o, dorind să se căsătorească cu Bertha de Burgundia. Rozala s-a retras în Flandra, unde a și murit, iar Robert și-a menținut controlul asupra dotei sale.